# Elementos del periodo 4
Un elemento del periodo 4 es aquel elemento químico en la cuarta fila (o periodo) de la tabla periódica.
Estos son:
| Grupo            | 1            | 2            | 3              | 4             | 5            | 6           | 7               | 8            | 9             | 10           | 11          | 12         | 13          | 14             | 15             | 16            | 17          | 18            |
| # Nombre Símbolo | 19 Potasio K | 20 Calcio Ca | 21 Escandio Sc | 22 Titanio Ti | 23 Vanadio V | 24 Cromo Cr | 25 Manganeso Mn | 26 Hierro Fe | 27 Cobalto Co | 28 Níquel Ni | 29 Cobre Cu | 30 Zinc Zn | 31 Galio Ga | 32 Germanio Ge | 33 Arsénico As | 34 Selenio Se | 35 Bromo Br | 36 Kriptón Kr |
| conf. e-         |              |              |                |               |              |             |                 |              |               |              |             |            |             |                |                |               |             |               |

| Alcalinos            | Alcalinotérreos | Lantánidos | Actínidos | Metales de transición |
| Metales del bloque p | Metaloide       | No metales | Halógenos | Gases nobles          |

Elementos del periodo 1 -
Elementos del periodo 2 -
Elementos del periodo 3 -
Elementos del periodo 4 -
Elementos del periodo 5 -
Elementos del periodo 6 -
Elementos del periodo 7
- Datos: Q239825